# Macroctenus
Genre
Macroctenus est un genre d'araignées aranéomorphes de la famille des Ctenidae.

## Distribution
Les espèces de ce genre se rencontrent en Afrique de l'Ouest et en Afrique centrale.

## Liste des espèces
Selon World Spider Catalog (version 18.0, 08/05/2017) :
- Macroctenus herbicola Henrard & Jocqué, 2017
- Macroctenus kingsleyi (F. O. Pickard-Cambridge, 1898)
- Macroctenus nimba Henrard & Jocqué, 2017
- Macroctenus occidentalis (F. O. Pickard-Cambridge, 1898)
- Macroctenus vandenspiegeli Henrard & Jocqué, 2017

## Publication originale
- Henrard & Jocqué, 2017 : Morphological and molecular evidence for new genera in the Afrotropical Cteninae (Araneae, Ctenidae) complex. Zoological Journal of the Linnean Society, vol. 180, no 1, p. 82-154.